# Hermann Albertz

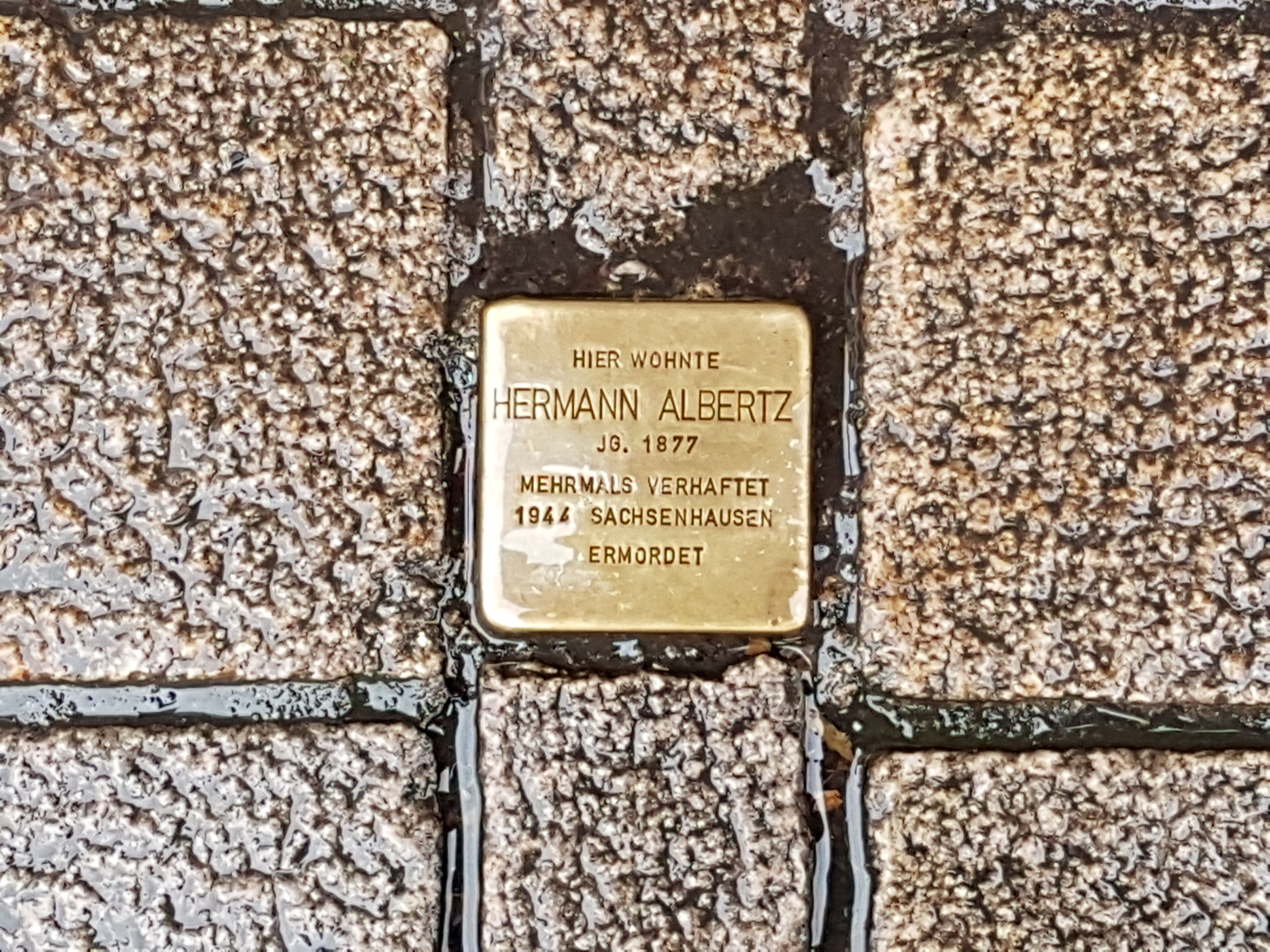
Stolperstein für Hermann Albertz in Oberhausen

Hermann Albertz (* 24. Januar 1877 in Lünen; † nach 21. April 1945 im KZ Bergen-Belsen) war ein sozialdemokratischer Politiker.

## Leben und Wirken
Albertz erlernte nach der Volksschule die Berufe Tischler und Schreiner. Bis 1909 arbeitete er als Tischler und zeitweise als Tischler-Maschinenmeister in Duisburg. Von 1909 bis 1933 war er Filialleiter der Niederrheinischen Arbeiterzeitung beziehungsweise der Volksstimme in Oberhausen.
Von 1919 bis 1933 war Albertz Stadtverordneter in Oberhausen und war Vorsitzender der lokalen SPD-Organisation sowie des Unterbezirks. Zwischen 1930 und 1933 war er Mitglied des preußischen Landtages.
Während der nationalsozialistischen Herrschaft war Albertz mehrfach in Haft. Im Jahr 1933 saß er zunächst in der so genannten Schutzhaft. Im November 1937 war er zeitweise in Untersuchungshaft. Im August 1944 wurde Albertz im Zusammenhang mit der Aktion Gitter erneut verhaftet. Er wurde zunächst im KZ Sachsenhausen inhaftiert und kam später in das KZ Bergen-Belsen. Dort verlieren sich seine Spuren.
Albertz war der Vater der ebenfalls sozialdemokratischen Politikerin Luise Albertz. Nach ihm ist eine Straße in Oberhausen-Innenstadt benannt.